# 新城村 (青森県)
新城村（しんじょうむら）は、かつて青森県にあった村。

## 地理
- 河川：新城川、大袋川
- 山岳：鷹森山、女蛇山、鳥屋森

## 沿革
- 1889年（明治22年）4月1日 - 町村制施行により東津軽郡新城村、石江村、戸門村、鶴ケ坂村、岡町村が合併し、新城村が発足。
- 1955年（昭和30年）3月1日 - 青森市に編入され消滅。

## 施設
青森市との合併時点
- 国鉄奥羽本線
  - 津軽新城駅
  - 鶴ケ坂駅
    - 新城村域には、新青森駅があるが、当時は未開業。
- 津軽新城郵便局
- 新城中学校
- 新城小学校
- 鶴ヶ坂小学校
- 戸門小学校
  - 新城村域には、新城中央小学校があるが、当時は未開校。
- 青森学園[1]
- 国立療養所松丘保養園[2]
- また、当時は鷹森山・女蛇山とも、放送送信施設は未建設[3]。